# Minecraft: The Story of Mojang
Minecraft: The Story of Mojangは、2012年に公開されたドキュメンタリー映画で、2 Player Productionsが制作し、Paul Owensが監督を務めた。ゲームデザイナーマルクス・ペルソン（Notch）によって設立された開発会社のMojangの最初の1年間、およびペルソンの手によるゲーム『Minecraft』の開発とリリースについて描いている。映画では、Minecraftの影響を受けた著名なゲームデザイナー、作品に関わるものインターネット上の著名人、さらにファンやコミュニティメンバーへのインタビューも収録されている。  
2 Player Productionsは、ドキュメンタリー『Reformat the Planet』（2008年）や『Penny Arcade』との仕事で名を知られるようになり、当初はさまざまなビデオゲームに関するパイロット版シリーズを作る構想を抱いていたが、最終的にMinecraftに特化した長編作品を制作することを決めた。2011年1月に発表された本作は、Kickstarterによるクラウドファンディングで21万ドル以上を調達。当時としてはプラットフォーム最大規模のプロジェクトのひとつであった。制作期間はヨーロッパと北米でほぼ2年にわたり、Mojangの社内イベントやMinecraft、ペルソンの活動における節目を追った。音楽はMinecraftのオリジナル作曲者であるC418が担当し、そのサウンドトラックは自身のアルバム「One」に収録された。
本作は2012年12月22日にXbox Live上で初公開され、翌日以降は2 Player Productionsからダウンロードやストリーミングが可能になり、DVD版はFangamerが販売を担当した。映画はそのプレゼンテーションや感情的側面、ファンに対する価値などで高い評価を受けたが、物語の深みや情報量には疑問も呈された。2 Player ProductionsはこのドキュメンタリーをトレントサイトのThe Pirate Bayにアップロードしたが、購入を検討してほしいと呼びかけた。2013年11月にはYouTubeでも公開され、2015年3月にはFusion TVにてテレビ放送として初めて放映された。

## 内容

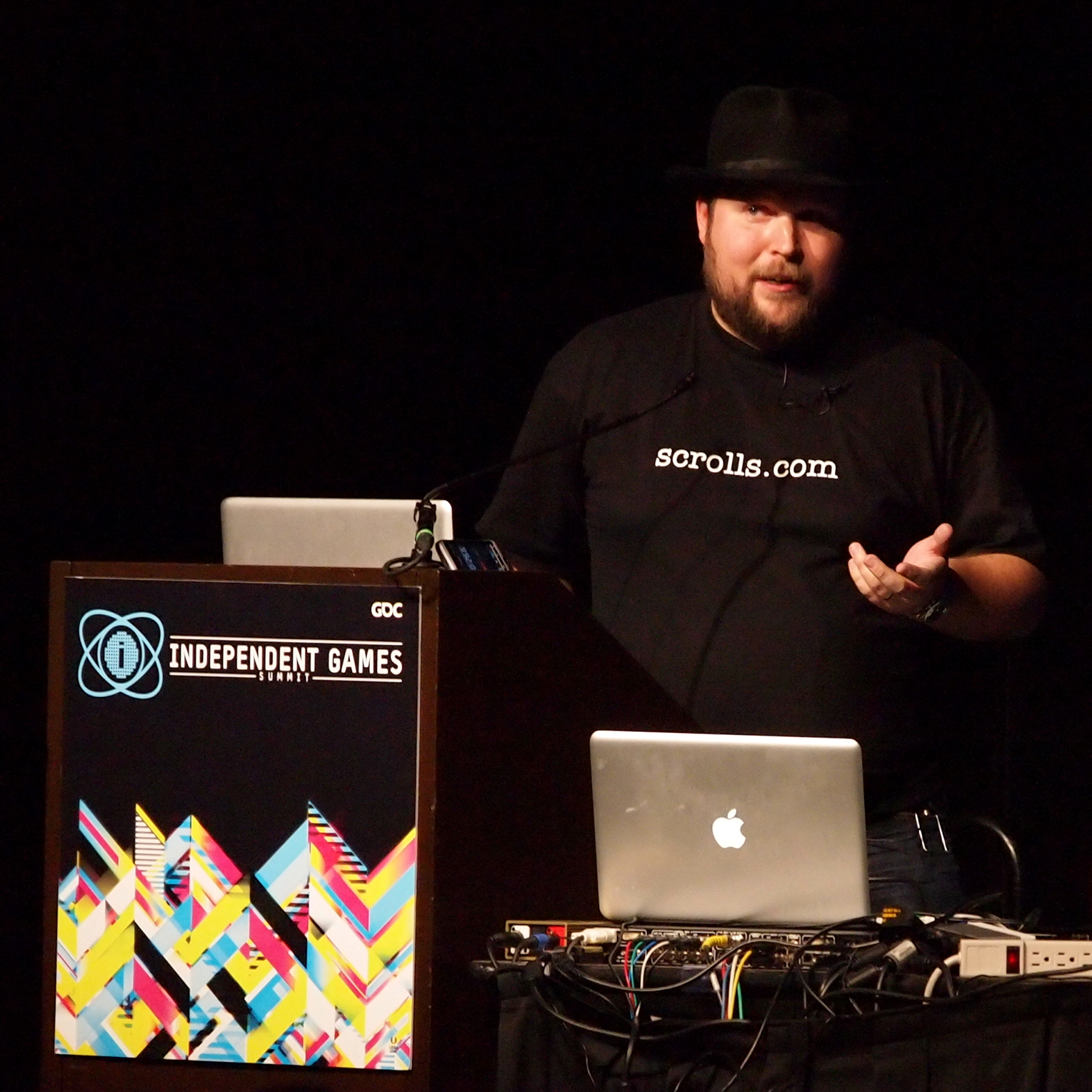
2011年のゲーム開発者会議で講演するマルクス・ペルソン（Notch）。本作でもその訪問が記録されている

Minecraft: The Story of Mojangは、Mojangの設立から最初の12か月間を追った作品である。映画はマルクス・ペルソン（Notch）のスウェーデンの田園地帯での幼少期に触れ、2010年の大晦日に『Minecraft』が人気を獲得し始める中での彼の姿を紹介する。作品には初代Mojangのオフィスの様子が登場し、スタッフを紹介するとともに、チームが思い描いていた完成版Minecraft像についても取り上げられる。さらに、ペルソンがスウェーデン国外に初めて赴いたゲーム開発者会議やE3 2011での様子を追い、ファンとの交流やゲームに対する受賞歴が記録されている。また、著名なゲームクリエイターであるTim Schafer、Chris Hecker、ピーター・モリニューへのインタビューも収録されており、とくにモリニューはペルソンの成功に触発され、マイクロソフトを退社して自身のスタジオ22cansを設立した経緯を語っている。モリニューはMinecraftの成功について2つの観点を提示している。ひとつはMinecraftをレゴに重ね合わせ、当時のビデオゲームの多くがレゴセットのように構造的すぎて創造的自由を欠いており、その要素を Minecraftが取り戻したのだという考え方。もうひとつは、この成功はゲーム業界に対しその戦略に「安住」すべきではないと警鐘を鳴らすものであるとする見解である。
作品にはさらに、MinecraftのYouTuberのヨグスキャストやポッドキャスト「The Shaft」も登場し、MinecraftサーバーのFyreUKのマット・ニードラーが「単なるゲームを超えて創造の場となるMinecraft」について語る。
映像の合間には、ハードコアプレイヤーの作品が紹介されている。例えば『スター・トレック』の宇宙船エンタープライズ号の1:1スケールモデルや、機能する電卓、人気レッドストーン解説者による作品などである。このほかにも、ファン動画やコミュニティのセグメントが扱われている。また、ウェブコミック『ペニー・アーケード』のマイク・クラフリックが息子とのプレイ体験を語る場面や、授業にMinecraftを導入したアメリカ人の教師とその生徒たちのエピソードも描写され、ペルソンについて彼らがどう考えているのかや、授業におけるゲームの影響が語られる。さらに作品は、最初のMineConの開催に向けたペルソンの期待や、その後ペルソンが開発リーダーの座を同僚のイェンス・バーゲンステン（Jeb）に譲るまでを追っている。

## キャスト
- マルクス・ペルソン（Notch）、Minecraftのクリエイターでありゲームデザイナー
- Jerry Holkins、ウェブコミック『Penny Arcade』の共同制作者
- Mike Krahulik、『Penny Arcade』の共同制作者
- Geoff Keighley、ゲームジャーナリスト兼テレビ司会者
- Logan Decker
- Stephen Totilo、ゲームサイト『Kotaku』の編集長
- Evan Lahti、『Kotaku UK』の編集者
- Minecraft Teacher
- SeaNanners、YouTuber
- The Shaft、Minecraftを取り上げたポッドキャスター
- Paul Soares Jr.、アメリカのゲーム系YouTuber
- The Yogscast、グループYouTuber
- Chris Hecker、ゲームプログラマー
- Todd Howard、Bethesda Game Studiosのゲームディレクター
- Tim Schafer、ゲームデザイナー、Double Fine Productionsの創設者
- ピーター・モリニュー、ゲームデザイナー、Lionhead Studios共同創設者

## 製作
ドキュメンタリー作品『Reformat the Planet』（2008年）や、『Penny Arcade』の動画シリーズ『PATV』への関与で注目を集めた後、2 Player Productionsは様々なゲームを題材にしたドキュメンタリー短編シリーズ制作を構想した。チームは全員がMinecraftのファンであることに気づき、その物語がパイロット版に適していると感じた。彼らはペルソンにスウェーデンでの面会をメールで依頼し、約1週間滞在した。2 Player Productionsは、本作の制作にペルソン側の費用負担は一切なく、全額自分たちで資金を用意する、と明言していた。現地での取材を通して「さらに多くの物語がある」と気づき、ゲームの起源を扱うパイロットではなく、Mojangの設立から最初の一年を追う長編映画にすることを決めた。監督のPaul Owensは、Minecraftがプレイヤーに及ぼした影響を探求したいと考えており、とくにファンにとってゲームを超越した存在になっている点を表現しようとした。2011年5月、2 Player Productionsはファンの体験談を募集し、映画での取り上げを検討した。

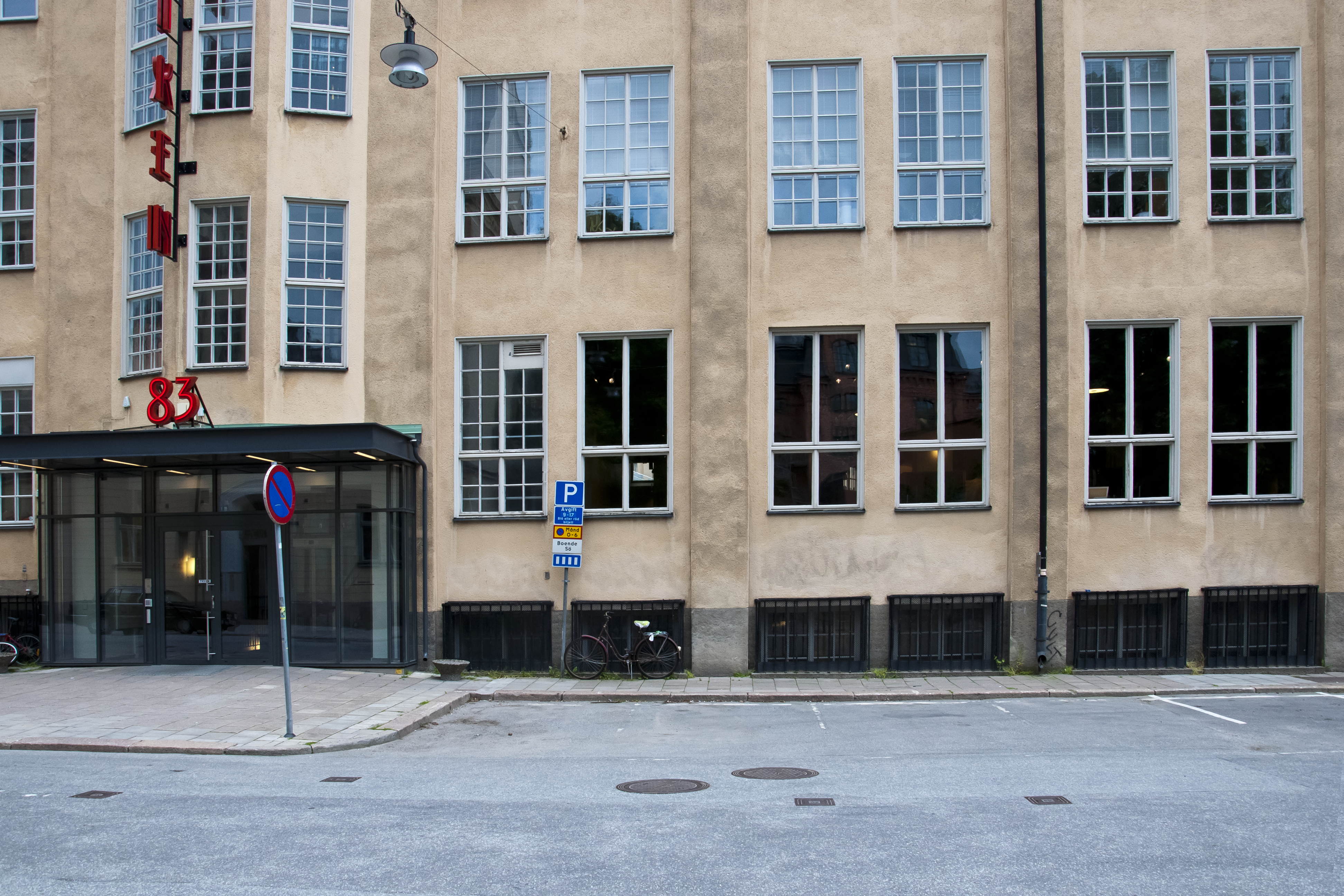
ストックホルムのMaria Skolgata 83にあるMojangの初代オフィス。本作にも登場する

プロジェクトの資金調達のため、当時仲間内で成功事例が相次いでいたKickstarterキャンペーンを利用することにした。20分間のコンセプト映像を添えて2011年2月21日にキャンペーンを開始、目標は150,000ドルに設定された。一日で27,385ドルが集まり、二日目までに目標額の約3分の1が達成された。最終的に3,641人の支援者から21万ドル以上を調達し、当時のKickstarterでも最も成功した映画プロジェクトの一つとなった。支援者には出資額に応じた特典が提供され、1ドルから1万ドルまでの幅広い階層が設定されていた。最高額の支援には映画のエグゼクティブ・プロデューサーとしてのクレジット、Mojangのオフィスでの一日過ごす権利、ストックホルムでの映画公開イベントへの招待、さらに下位特典すべてが含まれていた。
本撮影は約2年にわたりヨーロッパと北米で行われた。撮影は複数の段階で進められ、チームはMojangのオフィスを繰り返し訪れ、会社とMinecraftの開発における重要な節目を記録した。2011年6月のE3取材や、8月にスウェーデンへ渡りペルソンの結婚式を撮影した。2012年2月までに映画はポストプロダクションに入り、90分版がまとめられた。その後スタジオの一年を振り返る様子を追加撮影するためスウェーデンに戻り、アメリカ国内を回って必要なコンテンツを収録した。完成した映画には音楽が付けられ、Kickstarter支援者へのリワード製作も開始された。

## サウンドトラック
Oneは、ドキュメンタリー映画のMinecraft: The Story of Mojangのサウンドトラック・アルバムであり、ゲームの作曲家兼サウンドデザイナーであるダニエル・ローゼンフェルド（C418）によって作曲された。2012年12月23日にリリースされ、全31曲を収録している。ローゼンフェルドは映画音楽制作への関心を持っており、2 Player Productionsからの依頼を受けて作曲を引き受けた。そのため、約1年半の間、Minecraftの作業を「本格的には」行わなかった(18:42)。本作は「Schönhören（好きになるまで聴き続ける行為）」というドイツ語の概念を実験的に取り入れたもので、ローゼンフェルドはアルバムを「かなりリラックスしたもので、実際に録音したチップチューン、オーケストラのフレーズ、そして多数のアレイ・ムビラを組み合わせたもの」と表現している。

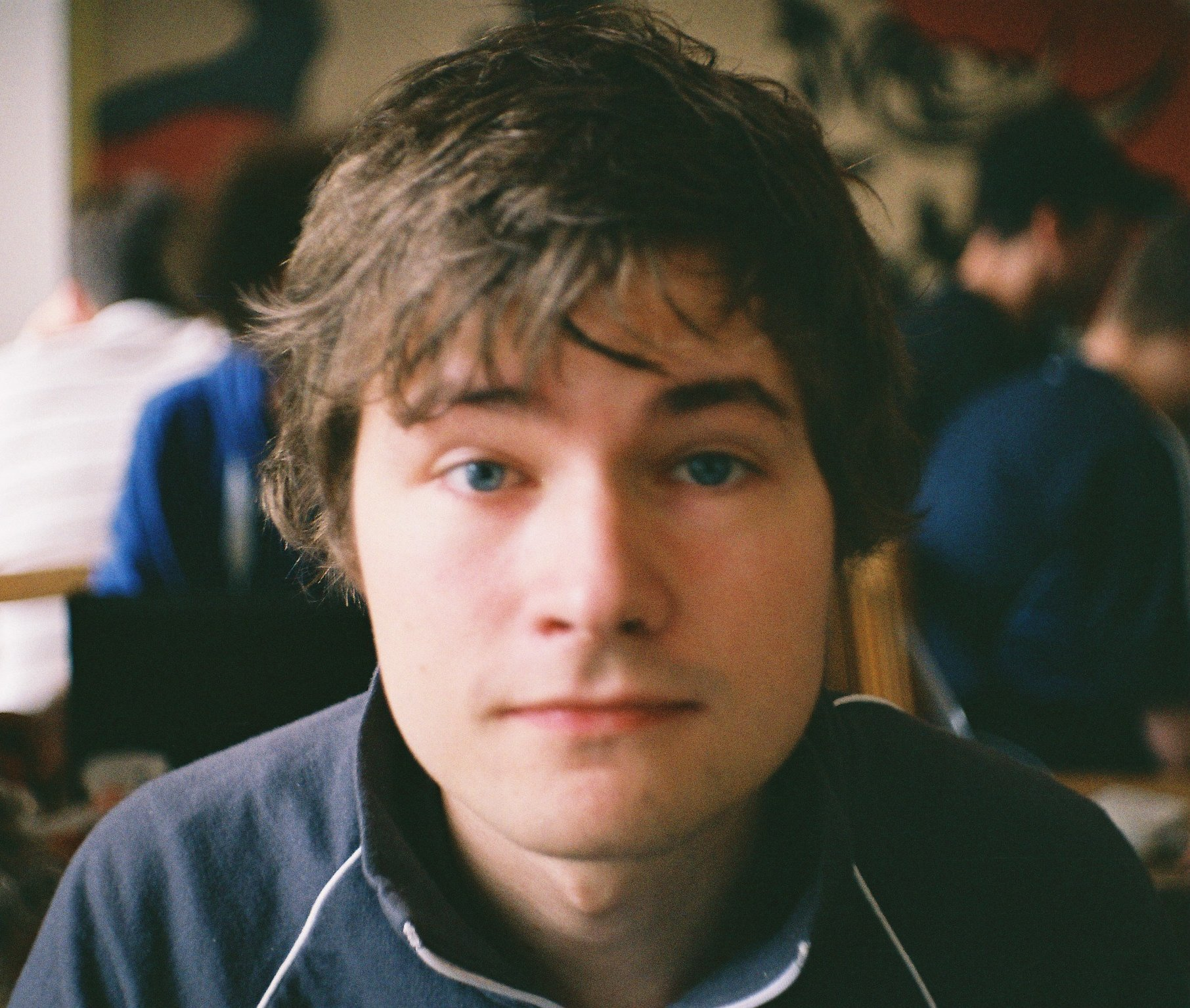
ダニエル・ローゼンフェルド（C418）。Minecraftの作曲家であり、本作「One」のスコアを提供した

最初に作曲されたのは、与えられた最初の映像に合わせた7分の楽曲だったが、ローゼンフェルドはそれを「基本的に失敗だった」と述懐している(19:42)。2週間をかけて1曲を作るペースでは一人では全体を作曲するのは不可能と悟り(20:18)、2秒から5秒の「ジングル」的なサウンドを作りループさせる手法を開発した(22:05)。その上にゲームボーイエミュレーターによるチップサウンドなどを使ったベースラインを重ね(22:36–23:10)、さらにドラムトラックを追加した。ある楽曲ではJames Brownのドラムをサンプリングしている(23:10)。旋律は転調を利用し、クレッシェンドなどを作り出した(23:20)。
ローゼンフェルドは当初、ドキュメンタリーには大音量の音楽は合わないと理解しつつも「長く大きくする」選択をし、その決断に自ら困惑したという(24:07)。さらに5オクターブを持つカリンバを購入（2,000ユーロ、当時の価格(24:25–24:40)）し、独特のサウンドをテーマとして全体に導入した(24:24–25:30)。その後、音量バランスを取るため楽曲をスローにし(25:29)、場所によってはGame Boy音を加えることで「耳障りにならない」スコアを作った(25:53–27:21)。また、響きを豊かにするためピアノを追加し、時に弦を直接弾く奏法も行った(27:21)。ローゼンフェルドは、この音楽のスローさが感情的な場面に調和する落ち着きを生んだと語っている(28:16)。彼はその後、再びテンポを速めて同じプロセスを繰り返した(28:34)。
OneはFangamerによってCDとして物理リリースされ、2枚組にはCrashfaster、Danimal Cannon、Bud Melvin、minusbabyによる限定リミックスが収録された。映画のKickstarter支援者のうち10ドル以上を寄付した人はサウンドトラックを、30ドル以上の支援者はデジタル版を、60ドル以上の支援者はCDを受け取った。『Vice』は本作を「小さくて恥ずかしがり屋な子猫のように軽やかに飛び跳ねつつ、その奥に暗い自虐的なユーモアが潜む、喜びに満ちつつ控えめな短い旋律的インストゥルメンタルのコレクション」と評している。
ローゼンフェルドは2021年に、本作を自身のお気に入りの非Minecraftのプロジェクトだと述べており、単なるサウンドトラックにとどまらずアルバムの質そのものに専念できたと語った。また、全編を通して反復的にメロディを配置したことで、それが「脳に焼き付く」ようになり、リスナーがアルバムを聴き終わった後に「すべてをよく覚えている」と感じられるよう設計したという。これにより、何度も聴き直さなくても楽曲を記憶できるようにしたかったと語っている(30:39–31:39)。

### トラックリスト
C418によって作曲、プロデュース、そしてマスタリングが行われた。
| #         | タイトル                                           | 作詞  | 作曲・編曲 | 時間 |
| --------- | -------------------------------------------------- | ----- | ---------- | ---- |
| 1.        | 「Cliffside Hinson」                               |       |            | 3:46 |
| 2.        | 「Surface Pension」                                |       |            | 6:34 |
| 3.        | 「Independent Accident」                           |       |            | 4:11 |
| 4.        | 「Danny Makes Chiptune」                           |       |            | 2:46 |
| 5.        | 「The First Million」                              |       |            | 3:19 |
| 6.        | 「Certitudes」                                     |       |            | 4:33 |
| 7.        | 「Impostor Syndrome」                              |       |            | 2:24 |
| 8.        | 「Buildup Errors」                                 |       |            | 3:26 |
| 9.        | 「For the Sake of Making Games」                   |       |            | 1:33 |
| 10.       | 「Preliminary Art Form」                           |       |            | 3:07 |
| 11.       | 「Lawyer Cage Fight」                              |       |            | 1:58 |
| 12.       | 「Lost Cousins」                                   |       |            | 1:31 |
| 13.       | 「Total Drag」                                     |       |            | 2:47 |
| 14.       | 「Drunken Carboni」                                |       |            | 3:04 |
| 15.       | 「The Weirdest Year of Your Life」                 |       |            | 3:58 |
| 16.       | 「Swarms」                                         |       |            | 2:51 |
| 17.       | 「Diskdance」                                      |       |            | 2:22 |
| 18.       | 「PR Department」                                  |       |            | 1:25 |
| 19.       | 「Faux Video Production」                          |       |            | 3:08 |
| 20.       | 「One Last Game」                                  |       |            | 1:19 |
| 21.       | 「This Doesn't Work」                              |       |            | 5:30 |
| 22.       | 「Wooden Love」                                    |       |            | 1:33 |
| 23.       | 「I Glove Thy Flob」(featuring Disco[a])           |       |            | 1:47 |
| 24.       | 「Post Success Depression」                        |       |            | 3:12 |
| 25.       | 「Social Lego」                                    |       |            | 4:51 |
| 26.       | 「Jayson Glove」                                   |       |            | 3:18 |
| 27.       | 「Clumsiness and Innovation」                      |       |            | 3:03 |
| 28.       | 「No Pressure」                                    |       |            | 3:04 |
| 29.       | 「One」                                            |       |            | 2:27 |
| 30.       | 「Fifflas」(featuring Nifflas)                     |       |            | 1:34 |
| 31.       | 「Tsuki no Koibumi」(featuring Laura Shigihara[b]) |       |            | 5:07 |
| 合計時間: | 合計時間:                                          | 95:28 |            |      |

| #         | タイトル                                                 | 作詞   | 作曲・編曲 | 時間 |
| --------- | -------------------------------------------------------- | ------ | ---------- | ---- |
| 32.       | 「No Pressure」(minusbaby 'But the Snow in Brooklyn')    |        |            | 4:35 |
| 33.       | 「Jayson Glove」(Bud Melvin '2 players 1 little piggy')  |        |            | 4:14 |
| 34.       | 「The First Million」(Danimal Cannon 'MultiMillion Mix') |        |            | 2:59 |
| 35.       | 「Preliminary Art Form」(Crashfaster 'Nether Mix')       |        |            | 3:12 |
| 合計時間: | 合計時間:                                                | 110:28 |            |      |

脚注
- ^[a] ヨハン・パッヘルベル（「D Major」）作曲、DiscoとC418による編曲[22]
- ^[b] ローラ・シギハラによるボーカルおよび歌詞[22]

## リリース
2011年1月、2 Player ProductionsはMinecraft: The Story of Mojangを一部のスチル写真とともに発表した。2012年10月には、監督のポール・オーウェンズが12月7日の公開を目標に、12月上旬のリリースを予定していると述べた。同月、制作チームはさらに4枚のスチル写真を公開した。11月には、爆発する矢をコーディングするペルソンの様子を収めた映像クリップが『PC Gamer Digital』のエピソード内に含まれた。また、2012年のMineCon（パリ開催）では、ローゼンフェルトが登場し、映画のスコア作曲プロセスについて講演を行った。最初の予告編は2012年12月18日に公開された。

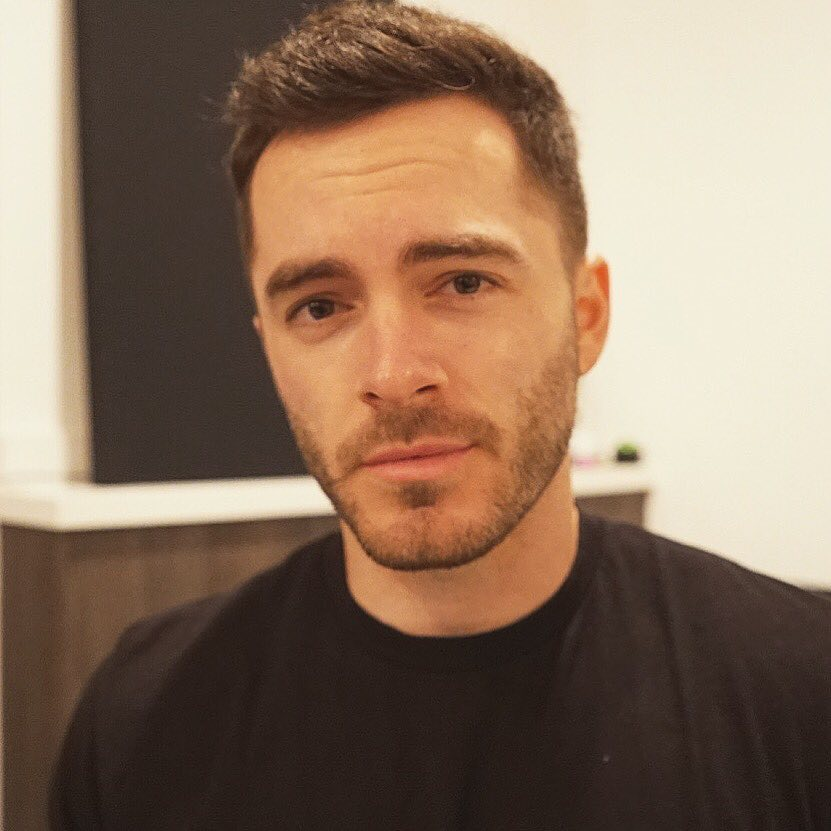
2015年にMinecraft: The Story of Mojangがテレビ初放送された際、MinecraftのYouTuberのCaptainSparklezがアフターショーを共同司会した。

映画は2012年12月22日午後8時（東部標準時）に、オーストリア、ベルギー、フランス、フィンランド、アイルランド、ポルトガル、スウェーデン、イギリス、アメリカでXbox Live上でプレミア上映され、Xbox Live Gold会員は無料で視聴できた。翌12月23日にはストリーミング配信およびDRMフリーのダウンロードが可能となった。同日、FangamerからDVD版が発売され、最初の7,000枚は「土色」のカスタムケースとリバーシブルカバーで包装され、無料の720pダウンロードコードが同梱された。映画のオンライン海賊版流通が避けられないことを見越し、2 Player Productionsは公開前にThe Pirate Bayへ公式にドキュメンタリーをアップロードした。独占的なXbox先行配信を含む「正当な理由」で違法コピーされると認識しつつ、正規購入を呼びかけた。
2013年3月18日には、デジタル配信サービスVHX上でリリースされ、「ファミリーフレンドリー版」（即時ストリーミングまたはDRMフリーダウンロード可能）と、コメンタリートラック、Minecraft: Xbox 360 Editionの開発元4J Studiosのセグメント、削除シーンを含む高価格版の2種類が提供された。2013年11月11日には制作チームの公式YouTubeチャンネルで無料公開された。その後、2015年3月22日にFusion TVでテレビ放送が初めて行われ、放送後にはYouTuberのCaptainSparklezとJeromeASFが司会を務めるアフターショー『Talking Minecraft』が放送された。

## 評価
Minecraft: The Story of Mojangは概ね好意的に受け止められた。『Kotaku』のMatt Hawkinsは本作を「『Indie Game: The Movie』がなりたかったが、決してなれなかった作品」と評し、制作陣の手法が「可能な限り抑制的で、落ち着いていて、優雅だった」と述べ、「事実上完璧」と称賛した。彼は「控えめなものであっても、あらゆる瞬間が全体のタペストリーに寄与している」とし、誰もが惹き込まれるように作られている点を「優れたドキュメンタリーの真の証」と絶賛した。
一方、『Eurogamer』のDan Whiteheadは、本作がより詳細になり得たと感じ、「物語の鉱石の塊」を掘り当てられなかったことを「残念な皮肉」と評した。彼は中盤を断片的でまとまりを欠くと批判したが、インタビューが「人間性」というテーマに重みを与えていると評価した。全体として啓示的ではなかったものの、「心地良い」「魅力的なお楽しみ」であり、ファンにとっては甘美なオマージュだとした。  
『PCGamesN』のPaul Deanは、ファンによるファンのための映画として満足できる内容だと述べ、「誰かがより多くを語り、Minecraftが本当に何であり、その影響がどのようなものかについて意味のある洞察を披露する瞬間」を評価し、特にモリニューのインタビューを取り上げた。彼は本作を「軽やかで、フワフワとした気分の良いドキュメンタリー」と結論づけたが、新しい情報や深い分析には欠けていると感じた。それでも魅力的で「しばしば甘美」と表現しつつも、深みはないと述べている。
『Critics at Large』のJustin Cummingsは、本作を「啓発的でも劇的でもなく、むしろ編集された出来事の回顧録にとどまっている。しかしそれは良いことであり、将来この作品がビデオゲーム史における重要な転換点の年代記と見なされるかもしれない」と記した。彼は「心からの感情の瞬間」を称賛し、「きちんとしたタイムカプセル型のエンターテインメント」として機能しているとし、将来的に「意義深く、謙虚ながら心を惹きつける作品」として記憶されることを望んでいる。